# Sallisaw
Sallisaw is een plaats (city) in de Amerikaanse staat Oklahoma, en valt bestuurlijk gezien onder Sequoyah County.

## Demografie
Bij de volkstelling in 2000 werd het aantal inwoners vastgesteld op 7989.
In 2006 is het aantal inwoners door het United States Census Bureau geschat op 8736, een stijging van 747 (9.4%).

## Geografie
Volgens het United States Census Bureau beslaat de plaats een oppervlakte van
33,4 km², waarvan 32,9 km² land en 0,5 km² water. Sallisaw ligt op ongeveer 152 m boven zeeniveau.

## Plaatsen in de nabije omgeving
De onderstaande figuur toont nabijgelegen plaatsen in een straal van 12 km rond Sallisaw.